# Huế
Huế (med kinesiska tecken 順化), även Hué, Huê eller Huë, är en kommun i Vietnam. Folkmängden uppgick till 1 236 393 invånare vid folkräkningen 2023. Staden var tidigare huvudstad i landet och är känd för sina monument och sin arkitektur.

## Geografi
Staden ligger i den centrala delen av Vietnam och är uppförd på Parfymflodens strandbankar.

## Sevärdheter
På norra sidan av floden ligger citadellet, mitt i stadens historiska centrum. Större delen av Huếs viktiga monument, tempel och pagoder ligger i detta område. Södra sidan av floden är nyare, och innehåller större delen av stadens handels- och bostadsområden.
Huếs många monument är sedan 1993 uppsatta på Unescos världsarvslista.

## Historia
Huế växte fram som Nguyễn-familjens huvudstad, en feodal dynasti som dominerade stora delar av dåtidens södra Vietnam. År 1802 lyckades Nguyễn-Phúc Ánh ta kontroll över hela Vietnam som kejsare Gia Long och därmed blev Huế huvudstad för hela landet. Efter den franska erövringen av Vietnam blev Huế huvudstad i det franska protektoratet Annam, där den vietnamesiske kejsaren var nominellt statsöverhuvud.  Staden hade denna status fram till 1945, då kommunisterna tog makten i norra Vietnam och kejsaren Bảo Đại tvingades abdikera. Den nya kommunistregeringen gjorde Hanoi till huvudstad i norr. Bảo Đại utropades dock åter till statsöverhuvud 1949 utan kommunisternas godkännande. Hans nya huvudstad var Saigon i söder.
I och med att Vietnam delades hamnade Huế i Sydvietnam men dess centrala läge gjorde att den hamnade nära gränsen mot Nordvietnam. Under det amerikanska återtagandet av Huế efter Têt-offensiven 1968 förstördes 80 procent av staden. Efteråt rapporterade amerikanska och sydvietnamesiska myndigheter om den ökända Huế-massakern, där FNL-styrkor under sin tillfälliga ockupation hade avrättat tusentals av stadens invånare. Under åren efter 1968 påträffades ett flertal massgravar i vilka avrättade civila grävts ned. Efter kriget har myndigheterna i Hanoi tvångsförflyttat efterlevande till de avrättade.
Efter vietnamkrigets slut 1975 blev många av de historiska delarna av Huế negligerade då de av de segrande kommunisterna sågs som en "relikt efter feodalsystemet". Hållningen har förändrats i och med att Vietnam har blivit ett turistmål och delar av stadens historiska centrum har blivit återställda.
Som ett erkännande av Huếs snabba utveckling blev staden Vietnams sjätte centralt kontrollerade kommun 2025. Som en del av denna process annekterade Huế resten av Thừa Thiên Huế-provinsen för att effektivisera administrationen.